# Sobolo
Sobolo  est un village du Cameroun, situé dans la région de l'Est et dans le département de la Kadey. Il est localisé dans la commune de Ndelele.

## Population
Le recensement de 2005 y dénombre 938 habitants dont 443 de sexe masculin et 495 de sexe féminin